# Whitwell, Hertfordshire
Whitwell är en by i Hertfordshire i England. Byn är belägen 16,4 km 
från Hertford. Orten har 1 006 invånare (2015).